# Micmacs à tire-larigot
Micmacs à tire-larigot és una pel·lícula francesa dirigida per Jean-Pierre Jeunet, amb guio conjunt de Jaunet i Guillaume Laurant i protagonitzada per Dany Boon. Es tracta del sisè llargmetratge del director francès (inspirat en l'argument de Yojimbo (1961) d'Akira Kurosawa), que es va estrenar el 28 d'octubre del 2009 a França. Però no va ser fins dos anys més tard quan es va estrenar a Espanya, el 17 de juny de 2011.

## Argument
A la fi dels anys 1970. Al Sàhara Occidental (RASD) es produeix l'explosió d'una mina quan un soldat francès intenta desactivar-la. A França, el telèfon sona en una casa dels afores. Bazil, el protagonista de la pel·lícula, que llavors tenia nou anys, veu a la seva mare plorar.
Trenta anys després, Bazil rep accidentalment una bala al cap. Però sobreviu, encara que el projectil segueixi allotjat en el seu crani. Bazil perd el seu treball i es troba al carrer. Un grup de drapaires decideix adoptar-lo.
Un dia, mentre classificava les escombraries, Bazil s'adona que es troba entre dues seus de dues fàbriques d'armes. El jove identifica els logotips i, amb l'ajuda de la seva nova família, idea un pla per venjar-se de la mort del seu pare i que ell mateix hagi estat a punt de morir.

## Personatges
- Bazil (Dany Boon), és un home que la vida sempre li ha tractat malament. Amb la mort del seu pare i la bala dins del seu cap seran les dues raons perquè el protagonista iniciï un pla estratègic i venjatiu. Es tracta d'un home que malgrat tot, mai es rendeix. Finalment, la vida li somriurà al trobar una família que li dona suport.
- Nicolas Thibault de Fenouillet (André Dussollier) és el cap de “Les Arsenaux d'Aubervilliers”; l'empresa armamentística propietària de la bala que Bazil té en el cap. Aquest té una estranya afició a col·leccionar parts de cos de personatges cèlebres, com: la vèrtebra de Tino Rossi, retalls d'ungles de W. Churchill, el cor de Lluís XVI de França, un queixal de Marilyn Monroe, etc. Només li fa falta l'ull de Mussolini per completar la seva col·lecció.
- François Marconi (Nicolas Marié): és el cap de “La Vigilante de l'armament”; la indústria d'armaments propietària del detonant que va matar el pare de Bazil. Es tracta d'un personatge perfeccionista, controlador, modern, fred amb el seu fill i col·leccionista de cotxes clàssics.
- Talego (Jean-Pierre Marielle): És qui adopta a Bazil a la família peculiar dels drapaires. Va passar la meitat de la seva vida entre reixes. L'any 1959 estava a punt de morir condemnat a la guillotina, però la fulla es va bloquejar i només li va fregar el clatell. Finalment, va ser perdonat.
- Noia elàstica (Julie Ferrier): És una contorsionista que es descriu com una sensible ànima en un cos flexible. Gràcies a la seva elasticitat es pot amagar a la nevera; hàbit que li ve de petita en amagar-se del seu pare. Al principi es mostra una noia grollera però acabarà sent simpàtica a mesura que vagi coneixent a les persones i ajudar-les; fet que li passarà amb el protagonista fins que s'acabarà enamorant d'ell.
- Remington (Omar Sy): És del primer etnògraf del Congo que mecanografia llistes i escriu històries compostes de proverbis i clixés, així com tots els refranys francesos que pot sentir.
- Chasquido (Dominique Pinon): Li va rebentar un plomissol en un concurs d'explosió de robatoris. A causa això, té dins del seu cos grapes de fibra de carboni en els bronquis, una dinamo de bici a l'estómac, llimadures de ferro dins dels intestins i tres cervicals soldades amb un tub de titani. Ningú s'ho creu quan diu que va ser figurat en el llibre Guinness dels rècords del 77 amb el rècord de l'home bala amb 212 metres.
- Calculadora (Marie-Julie Baup): Filla de mare costurera i pare topògraf, aquesta noia tímida, amb un ull clínic, té un do pel càlcul. De forma instantània, mesura, calcula, avalua i organitza tot el que els altres porten a casa. També calcula la distància, el pes, la velocitat, les mides d'una persona i les calories del menjar.
- Mamà Pa (Yolande Moreau): Va perdre les seves dues filles petites al laberint dels miralls d'una fira. Mai les va veure sortir d'allà i es va convertir en una rodamón, buscant a les seves petites pels carrers de la ciutat. Ella va ser qui va adoptar a la seva nova família. Fent de cuinera es comporta de mare de tots.
- El petit Pete (Michel Cremades): Un artista mut que crea escultures mecàniques peculiars amb les restes de ferralla que els seus companys recopilen del carrer i dels contenidors d'escombraries.

## Banda sonora
La banda sonora de Micmacs à tire-larigot es troba en mans del compositor Raphael Beau qui ha combinat temes propis amb la selecció d'una varietat de peces de Max Steiner; conegut per ser el creador de bandes sonores de films com ara: King Kong (1933), Casablanca (1942) o Allò que el vent s'endugué (1959).
Llista de cançons que apareixen durant la pel·lícula:
1. Diabolique
2. Ca Cartonne/Du Plomb Dans La Cervelle (Max Steiner)
3. Larrons En Foire
4. Cartoon
5. A Bullit in the Head (Max Steiner)
6. Saint-Eustache
7. Ca Déroule
8. L'Homme Canon (Max Steiner)
9. Droit De Cité
10. Le Marchand De Bonheur (Jean-Pierre Calvet, Jean Broussolle)
11. Colis Express (Max Steiner)
12. Micmacs À La Gare
13. L'Homme Canon (Max Steiner, John W. Morgan)
14. Moïdin Moïdin
15. Tout L'Amour (Perry Botkin, Gilert Garfield, Patrick Murtagh)
16. La Diva Du Porno
17. Train Blue
18. Mimotronik
19. Sur Les Toits De Paris (Max Steiner)
20. Dernier Vol